# Antiche unità di misura del circondario di Porto Maurizio

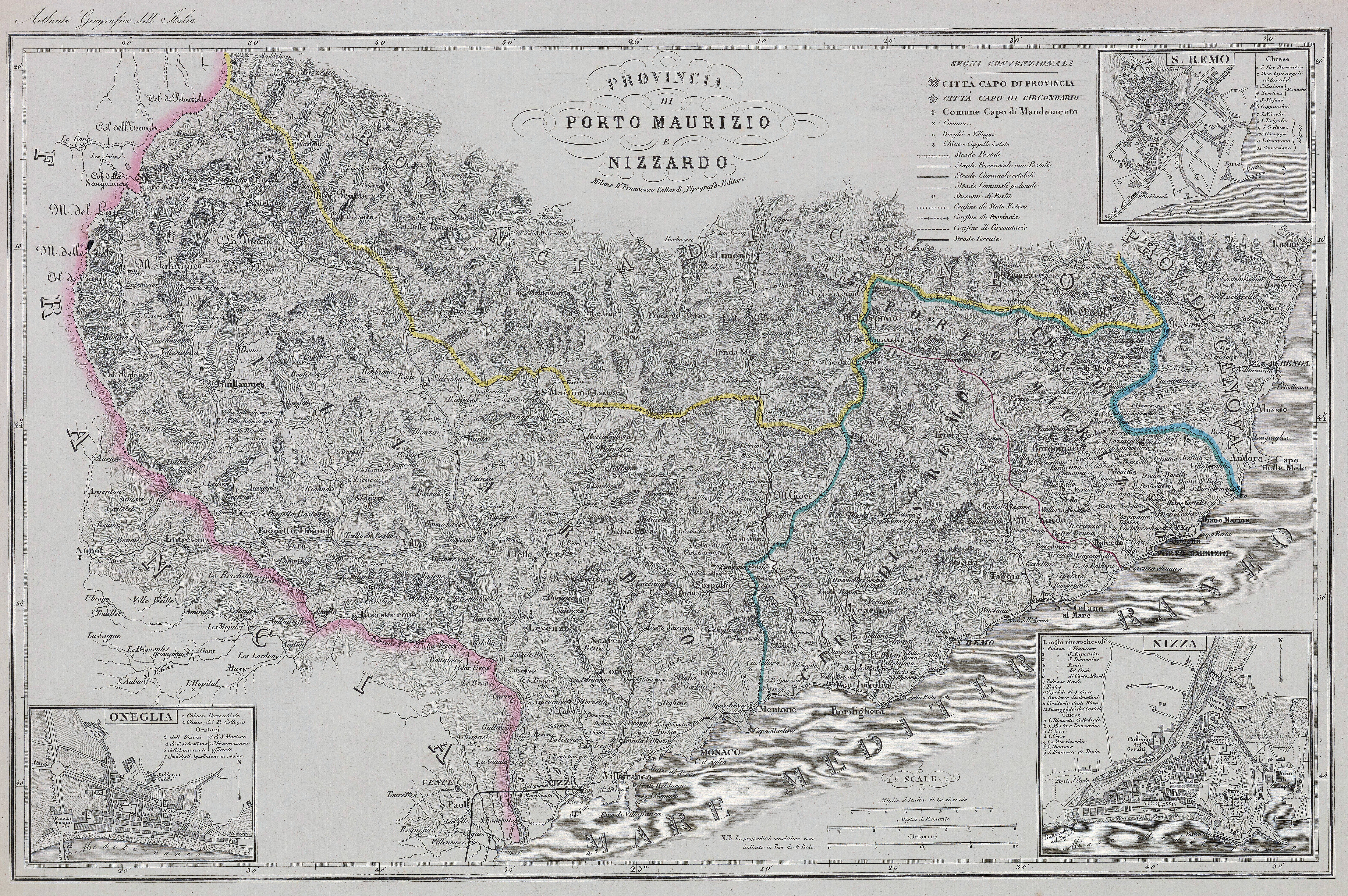
Mappa con indicazione dei confini del circondario di Porto Maurizio nel 1860 circa

Sono qui riportate le conversioni tra le antiche unità di misura in uso nel circondario di Porto Maurizio e il sistema metrico decimale, così come stabilite ufficialmente nel 1877.
Nonostante l'apparente precisione nelle tavole, in molti casi è necessario considerare che i campioni utilizzati (anche per le tavole di epoca napoleonica) erano di fattura approssimativa o discordanti tra loro.

## Misure di lunghezza
| Comuni                       | Denominazione | Valore   | Unità |
| ---------------------------- | ------------- | -------- | ----- |
| Tutti i comuni               | Canna         | 2,988000 | m     |
| Tutti i comuni               | Palmo         | 0,249000 | m     |
| Mandamento di Diano Castello | Cannella      | 3,330000 | m     |
| Mandamento di Diano Castello | Palmo o piede | 0,2775   | m     |

La canna è di 12 palmi. Il palmo si divide in 12 once, l'oncia in 12 linee, la linea in 12 punti.
La canna e le sue divisioni servivano per la misura delle stoffe, delle opere d'arte e dei terreni.
In questo circondario si usava anche la misura lineare di Genova.
Anticamente deve pure essere stato usato un palmo speciale proprio della Provenza, corrispondente a 3/4 del Piede francese detto Piede del Re ed equivalente a m. 0,324840.
La cannella di Diano Castello si divide in 12 palmi o piedi, e serviva unicamente per base alle misure agrarie.

## Misure di superficie
| Comuni                       | Denominazione          | Valore   | Unità |
| ---------------------------- | ---------------------- | -------- | ----- |
| Tutti i comuni               | Canna quadrata         | 8,9281   | m²    |
| Tutti i comuni               | Palmo quadrato         | 0,062001 | m²    |
| Mandamento di Diano Castello | Cannella agraria       | 11,0889  | m²    |
| Mandamento di Diano Castello | Piede quadrato agrario | 0,077006 | m²    |

La canna quadrata è di 144 palmi quadrati, il palmo quadrato di 144 once quadrate, l'oncia quadrata di 144 linee quadrate.
La cannella agraria è di 144 piedi quadrati agrari.

## Misure di volume
| Comuni         | Denominazione      | Valore   | Unità |
| -------------- | ------------------ | -------- | ----- |
| Tutti i comuni | Cannella di volume | 4446,216 | L     |
| Tutti i comuni | Palmo cubo         | 15,438   | L     |

La cannella di volume è rappresentata da un parallelepipedo rettangolo che ha una canna quadrata per base e due palmi d'altezza.
L'unità lineare con cui si forma questa cannella di volume è la canna di metri 2,988.
La cannella di volume è di 288 palmi cubi, il palmo cubo è di 1728 once cube.

## Misure di capacità per gli aridi
| Comuni | Denominazione | Valore   | Unità |
| --- | ------------- | -------- | ----- |
| Tutti i comuni | Mina          | 120,0000 | L     |
| Tutti i comuni | Staio         | 40,0000  | L     |
| Torria e mandamento di Oneglia                                                                                          | Gombata       | 198,0000 | L     |
| Torria e mandamento di Oneglia                                                                                          | Staio         | 66,0000  | L     |
| Mandamento di Diano Castello                                                                                            | Quarta        | 19,0000  | L     |
| Aurigo, Borgomaro, Candeasco, Carpasio, Conio, Maro Castello, San Lazzaro Reale, Ville San Pietro, Ville San Sebastiano | Emina         | 31,0000  | L     |
| Mandamento di Dolcedo meno i comuni di Montegrazie e Moltedo Superiore                                                  | Emina         | 29,0000  | L     |
| Mandamento di Porto Maurizio ed i comuni di Montegrazie e Moltedo Superiore                                             | Gombata       | 201,0000 | L     |
| Mandamento di Pieve di Teco                                                                                             | Emina         | 138,3298 | L     |
| Mandamento di Pieve di Teco                                                                                             | Staro         | 46,10995 | L     |
| Mandamento di Pieve di Teco                                                                                             | Stara         | 69,1649  | L     |

La mina e il suo staio adoperati in tutto il circondario si usavano pei cereali. La mina è di tre staia, lo staio di due minette, la minetta di due quarte, la quarta di 5 coppelli o motulari.
Nei comuni di Aurigo, Borgomaro, Candeasco, Carpasio, Conio, Maro Castello, S. Lazzaro Reale, Ville S. Pietro c Ville S. Sebastiano la quarta si divide in soli quattro motulari.
La Gombata di Oneglia e Torria e il suo staio si usavano per le olive.
La gombata si divide in tre staia, lo staio in 4 quarte, la quarta in 4 motulari.
La quarta delle olive si usava anche per le castagne, ma queste si vendevano a misura colma.
La quarta di Diano Castello si usava per le olive e si divide in 4 motulari.
Nel mandamento di Diano Castello era generale l'uso di vendere i cereali a peso, chiamandosi mina un peso di 12 rubbi, minetta di 2 rubbi, quarto di un rubbo e coppello un peso di 5 libbre.
L'emina di Aurigo si usava per le olive e si divide in due quarte, la quarta in 4 motulari.
Sei emine formano una gombata.
L'emina di Dolcedo, per le olive, si divide in due quarte, la quarta in 5 coppelli.
I comuni di Dolcedo e Pietrabruna avevano una misura particolare di litri 15,5 divisa in 5 coppelli.
Sei emine fanno la gombata.
La gombata, di Porto Maurizio, per le olive, si divide in 12 quarte, la quarta in 5 coppelli.
L'emina di Pieve di Teco, usata pei cereali, si divide in tre stari, lo staro in due eminette, l'eminetta, pari alla emina di Piemonte, in due mezze eminette, la mezza eminetta in 4 motulari o quarti.
La stara, usata per le olive, equivale a tre emina di Piemonte e si divide in 4 quarte, la quarta in 4 motulari.

## Misure di capacità per i liquidi
| Comuni                                   | Denominazione | Valore  | Unità |
| ---------------------------------------- | ------------- | ------- | ----- |
| Mandamenti di Oneglia, Pieve e Borgomaro | Barile        | 48,0000 | L     |
| Mandamenti di Oneglia, Pieve e Borgomaro | Pinta o amola | 1,0000  | L     |
| Mandamento di Diano Castello             | Barile        | 42,0000 | L     |
| Mandamento di Diano Castello             | Amola         | 1,0500  | L     |
| Mandamenti di Porto Maurizio e Dolcedo   | Barile        | 40,0000 | L     |
| Mandamenti di Porto Maurizio e Dolcedo   | Amola         | 1,0000  | L     |

Il barile da vino di Oneglia si divide in 48 pinte. Il mezzo barile si dice anche quarto. Due barili fanno la Salmata, che si ritiene del peso di 12 rubbi.
Nel mandamehto di Borgomaro il vino si vendeva a peso in rubbi e libbre.
Il barile da vino di Diano Castello è di 40 amole. Due barili fanno la carica o salmata; 20 amole, ossia il mezzo barile, si dice quarta.
Il barile da vino di Porto Maurizio è di 40 amole. Due barili fanno la salmata. Otto amole fanno il rubbo da vino.
L'olio si vendeva a peso, cioè a libbre nel commercio minuto, ed a barili nel commercio all'ingrosso. Il barile si intende che pesi rubbi 7 1/2.

## Pesi
| Comuni         | Denominazione | Valore  | Unità |
| -------------- | ------------- | ------- | ----- |
| Tutti i comuni | Rubbo         | 791,875 | g     |
| Tutti i comuni | Libbra        | 316,750 | g     |
| Tutti i comuni | Libbra medica | 307,400 | g     |

Il rubbo è di 25 libbre, la libbra di 12 once, l'oncia di 8 ottavi o 24 denari, il denaro di 24 grani.
Una libbra e mezza si dice rotolo.
La libbra medica e farmaceutica è quella di Piemonte.
Il rubbo e la libbra mercantile sono pesi alla sottile di Genova.

## Territorio
Nel 1874 nel circondario di Porto Maurizio erano presenti 69 comuni divisi in 6 mandamenti.
- Borgomaro • Aurigo, Borgomaro, Candeasco, Caravonica, Carpasio, Cesio, Conio, Lucinasco, Maro Castello, San Bartolomeo, San Lazzaro Reale, Torria, Ville San Pietro, Ville San Sebastiano
- Diano Marina • Cervo, Diano Marina, Diano Arentino, Diano Borello, Diano Calderina, Diano Castello, Diano San Pietro, San Bartolomeo del Cervo, Villafaraldi
- Dolcedo • Dolcedo, Moltedo Inferiore, Moltedo Superiore, Pantasina, Pianavia, Pietrabruna, Prelà, Tavole, Valloria Marittima, Vasia, Villatalla
- Oneglia • Bestagno, Borgo Sant'Agata, Castelvecchio di Santa Maria Maggiore, Chiusanico, Chiusavecchia, Costa d'Oneglia, Gazzelli, Olivastri, Oneglia, Pontedassio, Sarola, Villa Guardia, Villa Viani
- Pieve di Teco • Aquila d'Arroscia, Armo, Borghetto d'Arroscia, Cartari, Cenova, Cosio d'Arroscia, Lavina, Mendatica, Moano, Montegrosso Pian Latte, Pieve di Teco, Pornassio, Ranzo, Rezzo, Ubaga, Vessalico
- Porto Maurizio • Caramagna Ligure, Civezza, Piani, Poggi, Porto Maurizio, Torrazza